# Каневський Володимир
Володимир Каневський — українсько-американський художник, скульптор та архітектор.

## Біографія
Народився в Харкові в 1951 році. Здобув освіту архітектора на Архітектурному факультеті Харківського будівельного інституту.
Після інституту він працював в Міськбудпроект і навіть спроектував мікрорайон в місті Лозова.
В 70-ті роки йому довелося виїхати до Ленінграда в надії знайти кращу роботу. Якийсь час Канівський працював у Ленінграді у великому Архітектурному музеї, малював плакати на Художньому комбінаті.
Після перебудови вирішив емігрувати в Америку. Кілька місяців його тримали на карантині в Італії. Тут він придумав свій спосіб заробити хоч якісь гроші — він почав розмальовувати циферблати армійських годинників.
По приїзді в Америку зрозумів, що за фахом не влаштується, й почав шукати роботу. Натрапив на оголошення про потребу у квітах із порцеляни і за півтора місяця опанував новий фах: купив за 300 доларів пічку й узявся експериментувати.
Робить порцелянові квіти.
Роботи скульптора сьогодні продаються в Голлівуді, Парижі, знаходяться в колекціях принцеси Монако і принцеси Глорії фон Турн-унд-Таксис (Gloria von Thurn und Taxis) — представниці вищої аристократії Німеччини, Жаклін Онасіс, дизайнера фарфорового посуду Альберто Пінто. Колишня перша леді США Меланія Трамп подарувала троянду Каневського дружині японського прем'єр-міністра. А півонії, тюльпани та конвалії прикрашають інтер'єр модельєра Валентино та вітрину модного будинку Dior.
Всі твори ручної роботи з колекції Володимира тільки в єдиному екземплярі. Ціна найдорожчої роботи — великої композиції з різних квітів у старовинній вазі — близько 250 тисяч євро.
Його роботи часто потрапляють на обкладинки журналів.